# Amorphoscelis singaporana
Amorphoscelis singaporana (лат.) — вид богомолов рода Amorphoscelis из семейства Amorphoscelidae.

## Распространение
Встречается в Южной Азии и Юго-Восточной Азии: Вьетнам, Индия, Камбоджа, Китай, Индонезия (Борнео, Суматра), Сингапур, Таиланд.

## Описание
Длина около 2 см. Тело бледно-зелёное. С тремя мелкими, острыми выступами на верхнем крае глаза. Усики кольчатые как у A. annulicornis; передние бугорки переднеспинки тупые, задние бугорки острые. Передние крылья у самца короче, чем у A. annulicornis. Брюшная поверхность не чёрная, кирпично-красная или ржаво-красная. Ноги бледно-зелёные; передние бёдра внутренне коричневатые у дистального конца. Глаза выступающие, круглые. Лобный склерит поперечный, узкий, дугообразно изогнут, верхний край пазушный; боковые доли темени бугорчатые. Переднеспинка почти такой же длины, как ширина, поперечный гребень у надкоксальной бороздки; передние бёдра без шипиков по обоим краям, дисковидный шип один; передние голени только с терминальным шипом; наданальная пластинка поперечная, треугольная; церки уплощены на дистальном сегменте.